# Йенч, Юлия
Юлия Йенч (нем. Julia Jentsch; род. 20 февраля 1978, Западный Берлин) — немецкая киноактриса.

## Биография
Юлия Йенч родилась в Западном Берлине, в 1978 году. Она получила актёрское образование в Берлинской высшей школе актёрского мастерства имени Эрнста Буша. Исполняла главные роли в пьесах «Антигона», «Нибелунг», «Десять заповедей» и «Отелло».
Первой её ролью была роль в фильме Ханса Вайнгартнера «Воспитатели» с Даниэлем Брюлем. Затем она сыграла главную роль Софи Шолль в фильме «Софи Шолль — последние дни». Фильм был номинирован на премию «Оскар» в 2006 году как «Лучший фильм на иностранном языке». За эту роль актриса получила премию Европейской киноакадемии лучшей актрисе, «Серебряного медведя» за лучшую женскую роль на Берлинском кинофестивале и Deutscher Filmpreis.

## Личная жизнь
С 2012 года замужем за Кристианом Хаблютцелем. У них один ребёнок.

## Фильмография
| Год       |   | Русское название                | Оригинальное название            | Роль                                  |
| --------- | - | ------------------------------- | -------------------------------- | ------------------------------------- |
| 2000      | ф | Яростные поцелуи                | Zornige Küsse                    | Катрин                                |
| 2001      | ф | Мой брат вампир                 | Mein Bruder, der Vampir          | Надин                                 |
| 2001      | ф | Джульетта                       | Julietta                         | Николь                                |
| 2004      | ф | Воспитатели                     | Die fetten Jahre sind vorbei     | Юли                                   |
| 2004      | ф | Бункер                          | Der Untergang                    | Нанна Потровски                       |
| 2005      | ф | Снежная страна                  | Schneeland                       | Ина                                   |
| 2005      | ф | Софи Шолль — последние дни      | Sophie Scholl — Die letzten Tage | Софи Шолль                            |
| 2006      | ф | Я обслуживал английского короля | Obsluhoval jsem anglického krále | Лиза                                  |
| 2008      | ф | Эффи Брист                      | Effi Briest                      | Эффи Брист                            |
| 2010      | ф | Лола ищет подругу               | Hier kommt Lola!                 | Viktualia Vicky' Veloso               |
| 2011      | ф | Сумма всех моих частей          | Die Summe meiner einzelnen Teile | Petra                                 |
| 2012      | ф | Ханна Арендт                    | Hannah Arendt                    | Лотте Кёлер                           |
| 2013      | ф | Соблазнитель 2                  | Kokowääh 2                       | мать Макса                            |
| 2016      | ф | 24 недели                       | 24 Wochen                        | Астрид                                |
| 2017      | с | Похищенная                      | Das Verschwinden                 | Мишель Грабовски / Michelle Grabowski |
| 2019—2023 | с | Перевал                         | Der Pass                         | Элли Стокер                           |

## Награды
- Кавалер ордена «За заслуги перед Федеративной Республикой Германия» (2018)[5]